# Лиза Мајтнер
Лиза Мајтнер (Лизе/Елизе Мајтнер; Беч, 17. новембар 1878 — Кембриџ, 27. октобар 1968) је била аустријско-шведска физичарка која се интензивно бавила проучавањем феномена радиоактивности и нуклеарном физиком уопште.

## Биографија
Мајтнерова је рођена у Бечу као треће дете од осморо у породици либералних родитеља где је отац био адвокат јеврејског порекла. Захваљујући овој либералној клими и доброти њених родитеља, Мајтнерова се рано окористила о олакшице прописа о школовању жена у Аустрији тако да је била једна од првих жена која се 1901. године уписала на Универзитет у Бечу. Тамо је студирала физику код Лудвига Болцмана, а већ 1905. са само двадесетседам година, добија титулу доктора и постаје прва жена која је стекла докторат на бечком универзитету.
Након овога Мајтнерова одлази у Берлин где почиње рад са Максом Планком и хемичаром Ото Ханом на Вилхелм Кајзер институту у Берлину. Академска клима у Немачкој је, пак, била конзервативнија него у Аустрији и Мајтнерова је наишла на велики отпор предоминантно мушке истраживачке заједнице. Због тога је јако дуго радила на Институту без званичног постављења као и без плате, а на самом почетку Планк јој није дозвољавао да користи лабораторије Института, већ је била приморана да ради у подрумским просторијама. Хан јој је с друге стране био јако одан сарадник и пријатељ од тренутка када су се упознали па до краја њихових живота. Блиско су сарађивали готово 30 година, и у једном тренутку су Мајтнерова и Хан водили два најуспешнија одељења на Вилхелм Кајзер институту. Лиза је била веома стрпљива у свом напредовању кроз академске кругове, објављивала је чланке и иако је њено истраживање веома рано добило репутацију изузетно релевантног, њено прихватање у академској заједници текло је спорије. За то време, Мајтнерова се издржавала захваљујући својим родитељама.
По почетку Првог светског рата, Хан одлази на фронт, док Лиза наставља истраживање које уз Ханову помоћ кулминира 1918. открићем изотопа дугог живота новог елемента (чији је постојање предвиђено празним местом у Периодном систему) - протактинијума.
Године 1926., Лиза постаје редовни професор Универзитета у Берлину, прва жена у Немачкој која је икада изабрана у то звање.
Први следећи већи пројекат на коме су Мајтнерова и Хан радили био је условљен открићем неутрона 30-их година које је у научним круговима довело до спекулација о томе да је могуће у лабораторијским условима створити елементе теже од уранијума, тада најтежег познатог елемента. Ово је отворило научну трку између Радерфорда у Уједињеном Краљевству, Марије Кири у Француској, Фермија у Италији и Мајтнерова-Хан двојца у Немачкој. Сви умешани су сматрали да је пионирско истраживање на овом пољу вредно Нобелове награде, али нико није претпостављао какве ће импликације имати у смислу стварања нуклеарног оружја. Истраживање овог двојца је у великоме било погођено депресијом у којој се нашла немачка економија након рата. Институт је радио смањеним капацитетом, а долазак нациста на власт 30-их означио је велике промене. Мајтнерова је рано у току свог живота прешла у протестантизам, међутим њено јеврејско порекло ју је у очима нацистичког режима заувек обележило. Као изузетно проминентној научници дозвољено јој је да настави рад на Институту, међутим њени чланци су све мање објављивани, а порастом непријатељства према Јеврејима остајало јој је све мање простора за живот и рад у Немачкој.
После анексије Аустрије 1938. Мајтнерова постаје све угроженија у Нацистичкој Немачкој и не успева да добије пасош због свог порекла. На наговор холандског физичара Дирка Костнера, исте године покушава да побегне из Немачке са старим пасошем, и захваљујући непажњи или благонаклоности немачког граничара, Лиза успешно прелази у Холандију. У Стокхолму почиње да ради на институту Ман Сигмана али без посебних достигнућа, делом и због Сигманових предрасуда према женама. Срећним сплетом околности Хан и Мајтнерова се сусрећу у Копенхагену да би разменили низ идеја о спровођењу нових експеримената. Хан их је проводио у лабораторијама у Берлину, а њих двоје су наставили да се дописују; сачувани делови преписке сведоче да је Хан сматрао немогућим да дође до нуклеарне фисије, све док га Мајтнерова није убедила у супротно кроз писмо које уједно и показује да је она била једна од првих људи који су схватили да је могуће расцепити језгро атома: језгро уранијума се поделило до баријума и криптона, емитујући неколико неутрона и велику количину енергије (што објашњава губитак масе). Једно писмо Нилса Бора у којем он коментарише да је количина енергије ослобођена у овом процесу далеко већа од очекиване засноване на прорачунима за језгро које не подлеже фисији, иницирало је низ спекулација како је Мајтнерова заправо заслужна за откриће. Хан је, са друге стране, тврдио да је искључиво хемија одговорна за откриће.
Због политичке ситуације тог времена, било је незамисливо да Мајтнерова резултате свог рада објави заједно са Ханом. Хан је хемијске аспекте фисије описао у чланку објављеном у јануару 1939. године а Лиза је дала физичко објашњење те појаве месец дана касније у сарадњи са својим нећаком Ото Роберт Фришом, називајући је притом - „нуклеарна фисија“. Мајтнерова је у раду установила и могућност иницирања ланчане реакције енормног енергетског приноса, што је због имликација у конструисању оружја имало драматичне ефекте на научну заједницу. Како је знање већ било у немачким рукама, група научника је апеловала на Ајнштајна, који је уживао велики углед и био познат и у ненаучним круговима, да напише писмо упозорења председнику Рузвелту. Ово писмо је имало отрежњујућ ефекат на америчку политику и потстакло је стварање пројекта Менхетн. Иако позвана да ради на пројекту, Мајтнерова је децидирано одбила речима: „Не желим да имам икакве везе са бомбом!“
Године 1944. Хану је додељена Нобелова награда за хемију „за откриће нуклеарне фисије“. Многи научници тадашњице су сматрали да је Нобелова награда требало да буде подељена између Хана и Мајтнерове, и верује се да су изјаве Хана како је откриће чисто хемијске природе као и чињеница да је у одбору за доделу био и Сигман, који је гајио анимозитет према научници, допринеле томе да награда оде искључиво у руке Хана. 1966. године, она, Хан и Штрасман поделили су Енрико Ферми награду. Значај улоге коју је Мајтнерова одиграла ипак никада није заборављен а посебно је био акцентован у америчкој штампи.
Мајтнерова се 1960. године преселила у Кембриџ где је и преминула 1968. Никада се није удавала, и на питање једног пријатеља зашто је то тако, одговорила је: „Драги, ја немам времена за такве ствари.“. Упркос блиској сарадњи, она и Хан никада нису излазили ван оквира професиналне и пријатељске блискости. Иако преко оца има јеврејско порекло, Мајтнерова се никада тако није осећала и рано се прикључила Лутеранској цркви. Држављанин Шведске постала је 1949. године и задржала је то држављанство до краја живота. Елемент редног броја 109 носи име мајтнеријум у њену част.
По њој се зове један кратер на Венери.